# Isabelle de Montolieu

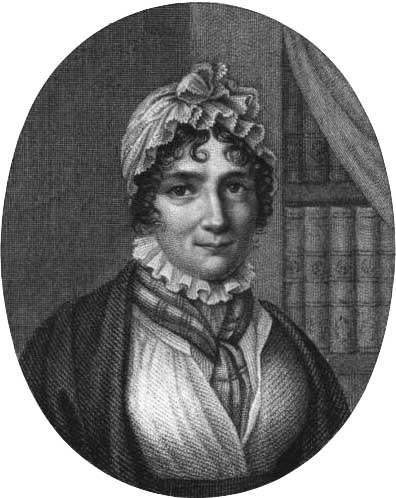
Isabelle de Montolieu

Isabelle de Montolieu, geborene Elisabeth Jeanne Pauline Polier de Bottens, (* 7. Mai 1751 in Lausanne; † 29. Dezember 1832) war eine Schweizer Schriftstellerin aus dem Kanton Waadt.

## Leben
Isabelle de Montolieu war die Tochter des reformierten Theologieprofessors und Lausanner Pfarrers Antoine-Noé de Polier de Bottens (1713–1783) und von Elisabeth Antoinette Susanne de Lagier-Pluvianes (1722–1769); sie kam in Lausanne zur Welt und hatte vier Schwestern und vier Brüder, zu denen der Waadtländer Politiker der Revolutionszeit Etienne Henri Georges Polier (1754–1821) gehörte. In ihrer Jugendzeit lernte sie Jean-Jacques Rousseau kennen. 1769 heiratete sie Benjamin Adolphe de Crousaz (1743–1775) aus Prilly, der schon im Alter von 32 Jahren an einer Krankheit starb. Sie war mit Félicité de Genlis und Claude François de Lezay-Marnésia freundschaftlich verbunden. Nach einer elfjährigen Witwenschaft heiratete sie 1786 den südfranzösischen Freiherrn Louis de Montolieu († 1800) und lebte mit ihm zusammen weiterhin in Lausanne. Der nach der Französischen Revolution in die Schweiz geflohene Autor und Enzyklopädist Claude-François de Lezay-Marnésia, die Neuenburger Schriftstellerin Isabelle de Charrière und der Engländer Edward Gibbon, der wie viele andere die Stadt am Genfersee aufsuchte, zählten zu ihrem Bekanntenkreis. Mit Gibbon führte Isabelle de Montolieu eine Korrespondenz.
Nach dem Tod ihres zweiten Ehemannes war Isabelle de Montolieu vermehrt als Schriftstellerin aktiv. Sie verfasste Romane und historische Erzählungen, darunter die dreibändige, illustrierte und später wiederholt neu herausgegebene Sammlung Les Châteaux Suisses, und sie übersetzte Romane aus dem Englischen, besonders Werke von Jane Austen, und aus dem Deutschen. Mit ihren Werken wurde sie in Europa rasch bekannt. Von ihrem Roman Caroline de Liechtfield erschienen bis im 19. Jahrhundert mehr als 20 Neuauflagen und Übersetzungen in mehrere Sprachen.
Zeitweise lebte Isabelle de Montolieu in der Villa Montolieu in Bussigny. Nach ihrem Tod in Vennes bei Lausanne wurde die Schriftstellerin auf dem ehemaligen Lausanner Friedhof Pierre-du-Plan, der neben der Landstrasse nach Bern lag, begraben. In Lausanne-Vennes ist heute ein Quartier nach ihr benannt.

## Werke
- Caroline de Liechtfield, ou Mémoires extraits des papiers d’une famille prussienne. Roman, Lausanne 1786; Zweitausgabe 1786 in Paris; das Werk wurde nach kurzer Zeit ins Englische übersetzt.
- Le Mystère ou Mémoires de Madame Melvin. Paris 1795.
- La princesse de Wolfenbuttel. (nach einer Erzählung zum Leben von Charlotte Christine Wolfenbüttel) 1806.
- Le Serin de J.-J. Rousseau. Genf und Paris 1815.
- Les Châteaux Suisses, anciennes anecdotes et chroniques. Paris 1816.
- Les Chevaliers de la Cuillère, Château des Clées, Lisély, Anecdotes suisses. Paris 1823.
- Le Robinson suisse, ou Journal d’un père de famille naufragé avec ses enfans. Paris 1824 (Übersetzung eines Werks von Johann David Wyss).